# Граніт-З
ТОВ «Граніт-З» — найбільше в СНД і в Європі підприємство з видобутку і переробки граніту на щебінь. Випускає до 10 млн м³ на рік нерудних будівельних матеріалів. Це потужне високомеханізоване підприємство з річною продуктивністю по скельній гірничій масі 3,5 млн м³ (1996 р.) і по пухкому розкриву 1,8 млн м3. Розробляє поклади Мікашевичського родовища будівельного каменя. Корисна копалина родовища Мікашевичі представлена діоритами, ґранодіоритами, гранітами і їх жильними фракціями. Глибина кар'єра 118 м (проектна до 150 м). 